# Алиев, Алихаджи
Алихаджи Алиев, более известный как Алихаджи-афанди из Кулецма (1937, Кулецма, Левашинский район, Дагестанская АССР, РСФСР, СССР — 13 октября 2013, Кулецма, Левашинский район, Дагестан, Россия) — муфтий, председатель Духовного управления мусульман Дагестана с 1995 по 1996 годы. Шейх шазалийского тариката.

## Биография
Алихаджи родился в 1937 году в селе Кулецма Левашинского района, аварец по национальности. С 1967 года под руководством ученого-арабиста Гусейна получал исламские знания и долго учился исламским наукам. Работал имамом города Буйнакск. В 1993 году в Сирии прошёл курсы учёных-алимов. С 1995 по 1996 годы Али-хаджи Афанди возглавлял Духовное управление мусульман Дагестана. С поста муфтия Алихаджи ушёл по состоянию здоровья, 1 июля 1996 года советом алимов Дагестана исполняющим обязанности муфтия был назначен Сайидмухаммад Абубакаров. 5 июля 1996 года с его участием при мечети в родном селе Кулецма был открыт филиал буйнакского университета имени Сайфулы-кади Башларова, в котором он обучал молодежь. В 2006 году суфийский шейх Саид-афанди Чиркейский дал ему тарикатское разрешение на духовное наставничество. После смерти Саида-афанди его преемником неофициально считали Алихаджи Алиева. Алиев покинул этот мир 13 октября 2013 года. Он похоронен в своём родном селе.

## Память
- Его именем названа мечеть в научном городке Махачкалы[3]
- Улица в селе Кулецма[4], Адильотар Хасавюртовского района[5]